# Вальтер Ройтер
Уолтер Філіп Ройтер (англ. Walter Philip Reuther; 1 вересня 1907, Вілінг — 9 травня 1970, Пеллсон) — був американським лідером організованої праці та громадянських правозахисників, який перетворив Об'єднану профспілку автомобудівників (UAW) в один з найбільш впливових профспілок в історії Америки. Робочі рухи він бачив не як вузькі групи спеціальних інтересів, а як інструменти просування соціальної справедливості, популізму та прав людини в демократичному суспільстві. Він використовує ресурси та вплив UAW для відстоювання прав працівників, громадянських прав, прав жінок, загальної охорони здоров'я, народної освіти, доступного житла, екологічного нагляду, нерозповсюдження ядерної зброї та демократичного профспілканізму у всьому світі. Він пережив два замахи на вбивство, в тому числі один вдома, де він отримав 12-ти калібрований рушничний постріл, що влетів через його кухонне вікно. Він був четвертим і найдовшим президентом UAW, який служив з 1946 року до своєї несвоєчасної смерті в 1970 році.

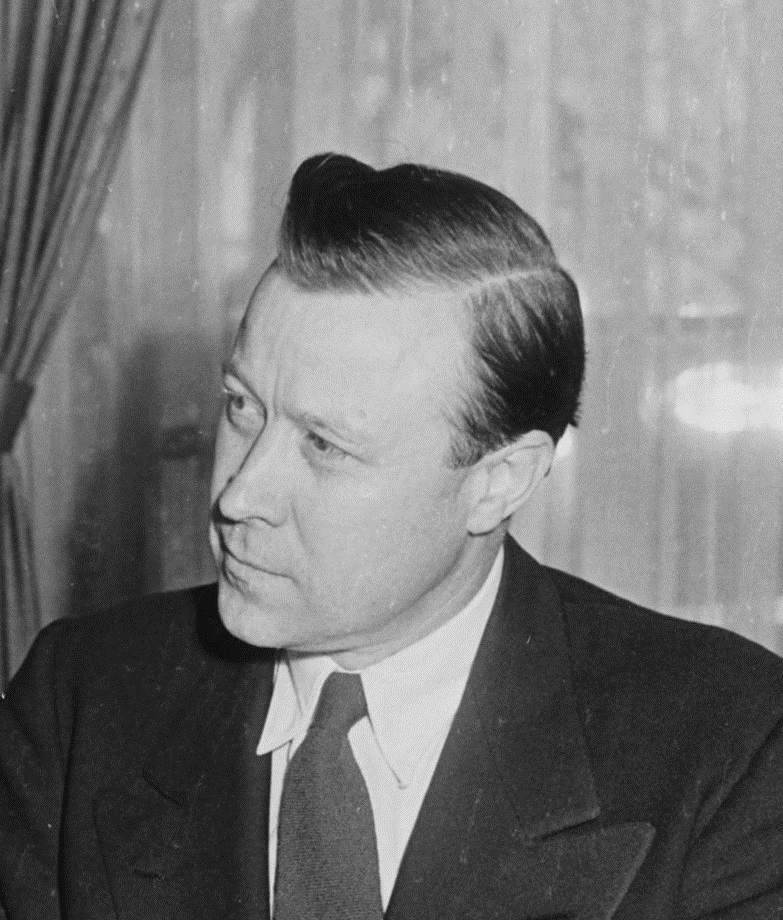
Вальтер Ройтер

Потужний союзник Мартіна Лютера Кінга, молодшого та руху за громадянські права, Рейтер пішов з Кінгом у Сельму, Бірмінгем, Монтгомері, та Джексон. Коли Кінг та інші, включаючи дітей, були поміщені у в'язницю в Бірмінгемі, штат Алабама, і Кінг був автором свого відомого листа з Бірмінгемської в'язниці, Рейтер зібрав 160 000 доларів США за звільнення протестуючих. Він також допоміг організувати та фінансувати Марш у Вашингтоні 28 серпня 1963 року, висловивши зауваження зі сходів Лінкольнського меморіалу незадовго до того, як Кінг виголосив свою історичну промову «Я мрію» у Національному торговому центрі. Він був членом ради директорів Національної асоціації сприяння розвитку кольорових людей (NAACP) і був одним із засновників американців за демократичні дії. Перший прихильник Сезара Чавеса та Об'єднаних робітників ферми, він попросив Роберта Ф. Кеннеді відвідати Чавеса та підтримати його. Природоохоронник, що жив за все життя, відіграв вирішальну роль у фінансуванні та організації першого Дня Землі 22 квітня 1970 року. За словами Дениса Хейса, головного національного організатора першого Дня Землі, «Без ОАВ перший день Землі, швидше за все, провалився б!».
Будучи лідером п'яти мільйонів авторобітників, включаючи пенсіонерів та їхніх сімей, Рейтер був впливовим всередині Демократичної партії. Під час Другої світової війни президент Франклін Д. Рузвельт часто консультувався з Ройтером, називаючи його «моїм молодим червоношкірим інженером». Він вважався Джоном Ф. Кеннеді віце-президентом у 1960 році. Після затоки свиней у 1961 році, JFK відправив Рейтера на Кубу для проведення переговорів щодо обміну полоненими з Фіделем Кастро. Він сприяв створенню Корпусу Миру та підтримці закону про громадянські права 1964 року. Закону про права голосу 1965 року, Medicare та Medicaid, та Закон про справедливе житло. Він щотижня зустрічався в 1964 та 1965 роках з президентом Ліндоном Б. Джонсоном у Білому домі, щоб обговорити політику та законодавство для Великого суспільства та війни з бідністю. Республіканська партія з обережністю ставилася до Рейтера, провідного кандидата в президенти Річарда Ніксона, щоб сказати про Джона Ф. Кеннеді під час виборів 1960 року: «Я не можу думати ні про що так згубно для цієї нації, ніж будь-який президент, який зобов'язаний своїм виборам, і тому бути у полоні, політичного боса, як Вальтер Ройтер». Політик-консерватор Баррі Голдвотер заявив, що «[Рейтер] є більш небезпечним для нашої країни, ніж Sputnik або все, що може зробити Радянська Росія».
Президент Білл Клінтон (Reuther) посмертно був нагороджений президентською медаллю свободи в 1995 році, який на церемонії зауважив: «Уолтер Рейтер був американським візіонером настільки випереджаючи свої часи, що, хоча він помер чверть століття тому, наша нація ще наздогнати свої мрії». Рейтер був визнаний журналом «Тайм» одним із 100 найвпливовіших людей 20 століття. Мюррей Кемптон, журналіст, що отримав Пулітцерівську премію, писав: «Уолтер Ройтер — єдиний чоловік, якого я коли-небудь зустрічав, який міг згадати про майбутнє». А. Р. Раскін, трудовий редактор The New York Times, написав: «Якщо б швидкість розуму людини можна виміряти так само, як швидкість його ніг. Уолтер Ройтер був би олімпійським чемпіоном». Джордж Ромні, губернатор штату Мічиган, одного разу сказав: «Уолтер Рейтер — це найбільше небезпечна людина в Детройті, тому що ніхто не є більш майстерним у здійсненні революції, не здаючись, щоб порушити існуючі форми суспільства».